# Naja sputatrix
Espèce
Synonymes
- Naja leptocoryphaea Berthold, 1842

Statut de conservation UICN

 LC  : Préoccupation mineure
Statut CITES
Naja sputatrix est une espèce de serpents de la famille des Elapidae.

## Répartition
Cette espèce est endémique d'Indonésie. Elle se rencontre à Java, à Sulawesi, à Bali, sur Lombok, sur Sumbawa, sur Florès, sur Komodo, sur Lembata et sur Alor.

## Publication originale
- Boie, 1827 : Bemerkungen über Merrem's Versuch eines Systems der Amphibien, 1. Lieferung: Ophidier. Isis von Oken, Jena, vol. 20, p. 508-566 (texte intégral)